# SF3A2
SF3A2‏ (Splicing factor 3a subunit 2) هوَ بروتين يُشَفر بواسطة جين SF3A2 في الإنسان.